# 201. Sicherungs-Division (Wehrmacht)
Die 201. Sicherungs-Division war ein militärischer Großverband der Wehrmacht im Zweiten Weltkrieg.

## Hintergrund
Bei Beginn des Unternehmen Barbarossa, dem Angriff auf die Sowjetunion, waren 9 Sicherungs-Divisionen aufgestellt worden, die aus einem Infanterie-Regiment und einem Landesschützen-Regiments-Stab mit drei Landesschützen-Bataillonen und einem Wachbataillon im rückwärtigen Raum des besetzten Gebiet militärisch relevante Objekte und Transportwege absichern sollten und dazu einem Kommandant rückwärtiges Heeresgebiet oder Armeegebiet unterstellt waren. Die Kriegslage des Jahres 1941 und Anfang 1942 führte dazu, dass diese Verbände selten wie geplant eingesetzt wurden. Während die Infanterie-Regimenter an der Front aushalfen, waren die Landesschützen-Verbände ständig gegen versprengte Soldaten und später Partisanen im Einsatz.
Die Operationen der deutschen Wehrmacht in der besetzten Sowjetunion hatten damit im ersten Jahr nach dem Angriff im weitläufigen Land gezeigt, dass ständig starke Sicherungskräfte zur Aufrechterhaltung der Ordnung und insbesondere zur Abwehr starker Partisanenverbände im Hinterland der eigentlichen Frontlinie erforderlich waren. Die theoretisch besetzten Gebiete konnten abseits der Städte kaum kontrolliert werden und waren für deutsche Truppen in großen Bereichen unsicher. Zur Bekämpfung der als anfangs als Partisanen und später als Banden bezeichneten Widerstandskämpfe wurden größere Verbände benötigt. Hierfür wurden die zumeist älteren Soldaten der ursprünglich bei Kriegsbeginn als Reserveverbände aufgestellten Landesschützen-Regimenter und -Bataillone, nun mit der Bezeichnung Sicherungs-Regimenter in Sicherungs-Divisionen zusammengefasst.

## Geschichte

### Aufstellung
Die 201. Sicherungs-Division wurde am 1. Juni 1942 unter der Verwendung des ehemaligen Stab der Sicherungs-Brigade 201 gebildet. Diese war zuvor am 5. Februar 1942 aus der am 15. Juni 1941 in Fulda aufgestellten Ersatz-Brigade 201 gebildet worden.
Bei Aufstellung wurden folgende Verbände unterstellt:
- Sicherungs-Regiment 601 (aus den Landeschützen-Bataillonen 824, 909 und 790)
- Infanterie-Regiment 406 (von der ehemaligen Sicherungs-Division 403)
- III. Abteilung / Artillerie-Regiment 213 (von der ehemaligen Sicherungs-Division 403)
- Ostreiter-Schwadron 201 (neu gebildet)
- Nachrichten-Kompanie 201 (neue gebildet)
- Divisionstruppen Nr. 466

Bis Anfang 1943 erfolgten zahlreiche Zu- und Abgänge von weiteren unterstellten Einheiten.
Von Juli 1942 bis März 1943 war der Verband im rückwärtigen Heeresgebiet bei der Heeresgruppe MItte im Einsatz, zunächst im Raum Polozk.
Es erfolgten zumeist Einsätze gegen Partisanen.
Ende 1942/Anfang 1943 nahm der Großverband an unterschiedlichen Militäroperationen wie Kugelblitz und Schneesturm teil.
Es wurden in dieser Zeit über 6.000 getötete Personen gemeldet.

### Einsatz bei der 3. Panzerarmee
Im April 1943 wurde der Verband als Reserveeinheit der 3. Panzer-Armee bei der Heeresgruppe Mitte im Raum Newel zur Verfügung gestellt.
Per November 1943 wurde die Division im gleichen Unterstellungsverhältnis im Raum Witebsk in Weißrussland geführt.

### 1944
Für einen Einsatz im Raum Newel wurde der Verband im Februar 1944 dem I. Armee-Korps der 16. Armee bei der Heeresgruppe Nord zugeordnet.
Nach zwei Monaten erfolgte im April 1944 die erneute Unterstellung bei der 3. Panzer-Armee. In dieser Zeit war der Verband Teil der Operation Frühlingsfest, bei der Partisanen bekämpft wurden.

### Vernichtung
Der umfassenden sowjetischen Angriffe auf die Heeresgruppe Mitte ab dem 22. Juni 1944, die Operation Bagration, führteb zum Rückzug des IX. Armee-Korps. MIt diesem zogen sich die 201. Sicherungs-Division, die 212. Infanterie- und 252. Infanterie-Division über Plissa – Koziany zurück und erreichten Mitte Juli Ukmerge.
Im Juli 1944 erfolgt dann die Unterstellung der Division beim XXVI. Armee-Korps der 3. Panzer-Armee bei der Heeresgruppe Mitte im Raum Witebsk. Während des weiteren Verlaufs der sowjetischen Operation Bagration wurde der Verband nahe Minsk eingekesselt, nur Teile der Division können aus dem Kessel entkommen.

### Verwendung der Reste der Division / Kurland
Von August bis September 1944 waren die Rest der Division (Stab und Versorgungstruppen) beim XXXX. Armee-Korps der 3. Panzer-Armee bei der Heeresgruppe Mitte im Raum Memel im Einsatz. Beim Unternehmen Doppelkopf zwischen dem 16. und 27. August versuchte die Wehrmacht eine zuvor verlorene Landverbindung zurauf dem Gebiet Lettlands und Estlands stehenden, und nun abgeschnittenen Heeresgruppe Nord wieder herzustellen.
Im Oktober 1944 wird der Verband dem XXXVIII. Armee-Korps der Armeegruppe Grasser bei der Heeresgruppe Nord in Kurland unterstellt. Das Korps wird im folgenden Monat, November 1944, der Armeegruppe Kleffel zugeordnet.
Als Verband ohne Kampfeinheiten, wurde der Divisionsstab im Dezember 1944 und Januar unmittelbar der 16. Armee der Heeresgruppe Nord im Kurland-Kessel unterstellt.
Die mit den Nachschubverbänden und der Führung der Division nochnach Kurland gelangten Reste des III./AR 213 wurden im Februar 1945 endgültig zur Auffrischung des Artillerie-Regiment 181 der 81. Infanterie-Division verwendet.

## Kriegsverbrechen
Im September 1942 wurden über 1.100 getötete angebliche Partisanen, davon angeblich 864 im Kampf gefallen, bei 8 eigenen Toten und 25 Verwundeten gemeldet. Dabei seien 99 Waffen sichergestellt worden. Das massive Missverhältnis zwischen den Zahlen der eigenen Verluste und denen der getöteten angeblichen Partisanen weist zusammen mit den wenigen gefundenen Waffen darauf hin, dass tatsächlich ein großer Teil dieser Zahlen auf die unterschiedslose Tötung von Zivilisten zurückgeht.
Gemeinsam mit der Kampfgruppe von Gottberg führte die Division im April/Mai 1944 die Operation Frühlingsfest zur Vernichtung von Partisanen durch, wobei eine Vielzahl von Ermordungen und Gefangennahmen stattfanden.

## Gliederung
- Grenadier-Regiment 406
- Sicherungs-Regiment 601
- III. / Artillerie-Regiment 213
- Ostreiterschwadron 201
- Nachrichtenkompanie 201
- Nachschubeinheiten 466

## Kommandeure
- Generalmajor/Generalleutnant Alfred Jacobi: Juni 1942 bis Oktober 1944,[3] im März 1943 zum Generalleutnant befördert
- Generalmajor Martin Berg: Oktober 1944, anschließend Kommandeur der 207. Sicherungs-Division
- Oberst/Generalmajor Anton Eberth: Oktober 1944 bis zur Auslösung, im Januar 1945 zum Generalmajor befördert

## Bekannte Divisionsangehörige
- Bernhard Niggemeyer: als Feldpolizeidirektor der Division von Juni 1942 bis Frühjahr 1943[7]
- Kurt Kühme: als Kommandeur des Grenadier-Regiments 406 von Oktober 1943 bis Juli 1944